# The Soulshake Express
The Soulshake Express, TSX, är en svensk rockgrupp med rötter i Värmland, bildad 2005. Bandet består av David Eriksson (sång, gitarr), Marcus Andersson (gitarr), Robert Schlyter (bas), Joakim Eriksson (trummor) och Martin Hammar (orgel, theremin).
2005 gav bandet ut EP:n The Soulshake Express på skivbolaget HGM (High Gear Music). Året därpå släpptes splitalbumet The Borderline Sessions tillsammans med den norska rockgruppen Opel. I augusti 2007 släppte The Soulshake Express sitt debutalbum Heavy Music i USA på skivbolaget Beatville. 4 september 2007 släpptes skivan i Europa och Kanada på skivbolaget Bad Reputation.
David Fricke, senior editor på Rolling Stone Magazine USA, har även uttryckt sin kärlek till The Soulshake Express i en av sina kolumner.
Under våren 2011 kom The Soulshake Express andra album, Join the Carnival, ut i Europa.

## Diskografi
Studioalbum
- 2007 – Heavy Music
- 2011 – Join the Carnival

EP
- 2005 – The Soulshake Express

Annat
- 2006 – The Borderline Sessions (delad album med Opel)